# St. Peter (Reischenhart)

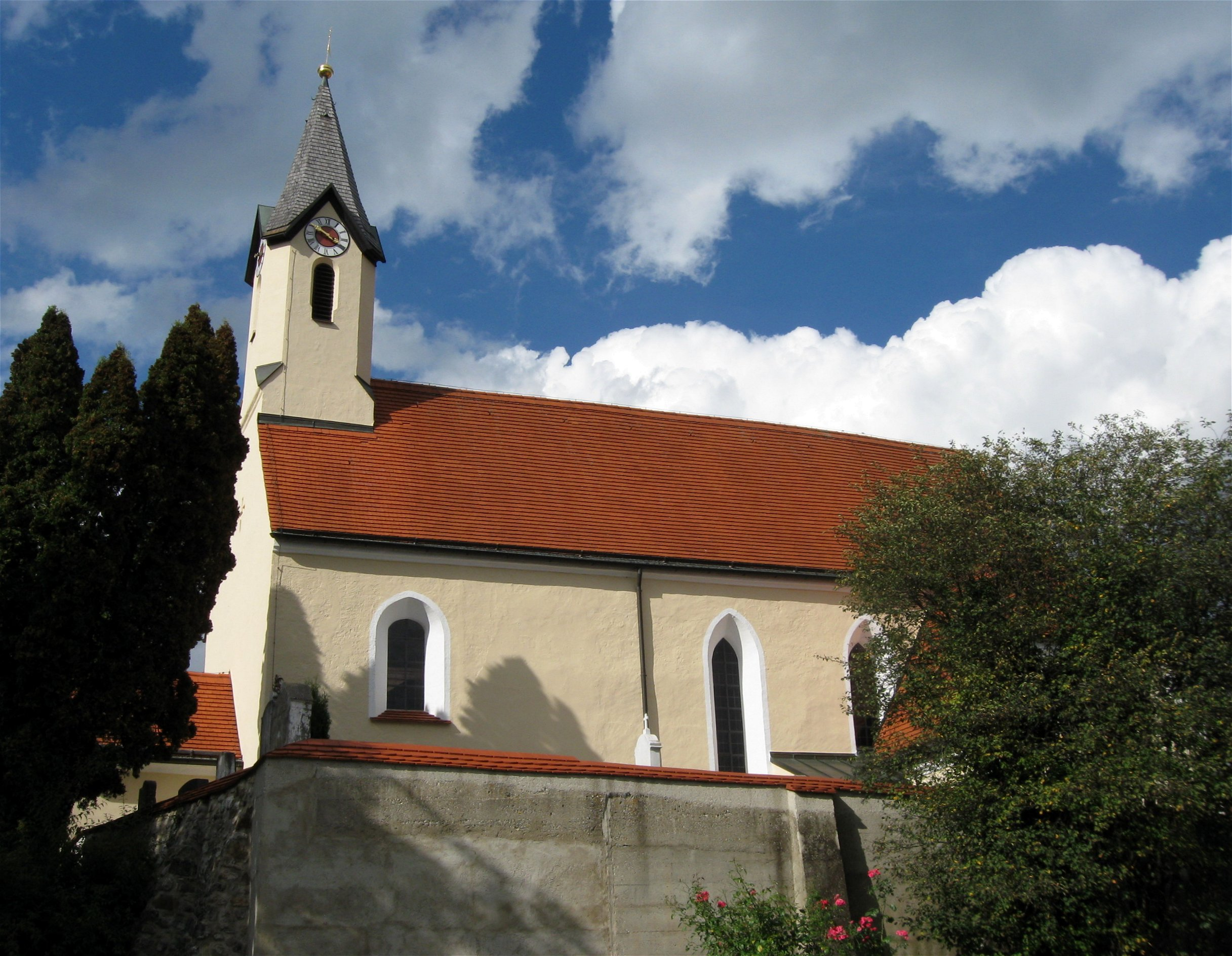
St. Peter in Reischenhart

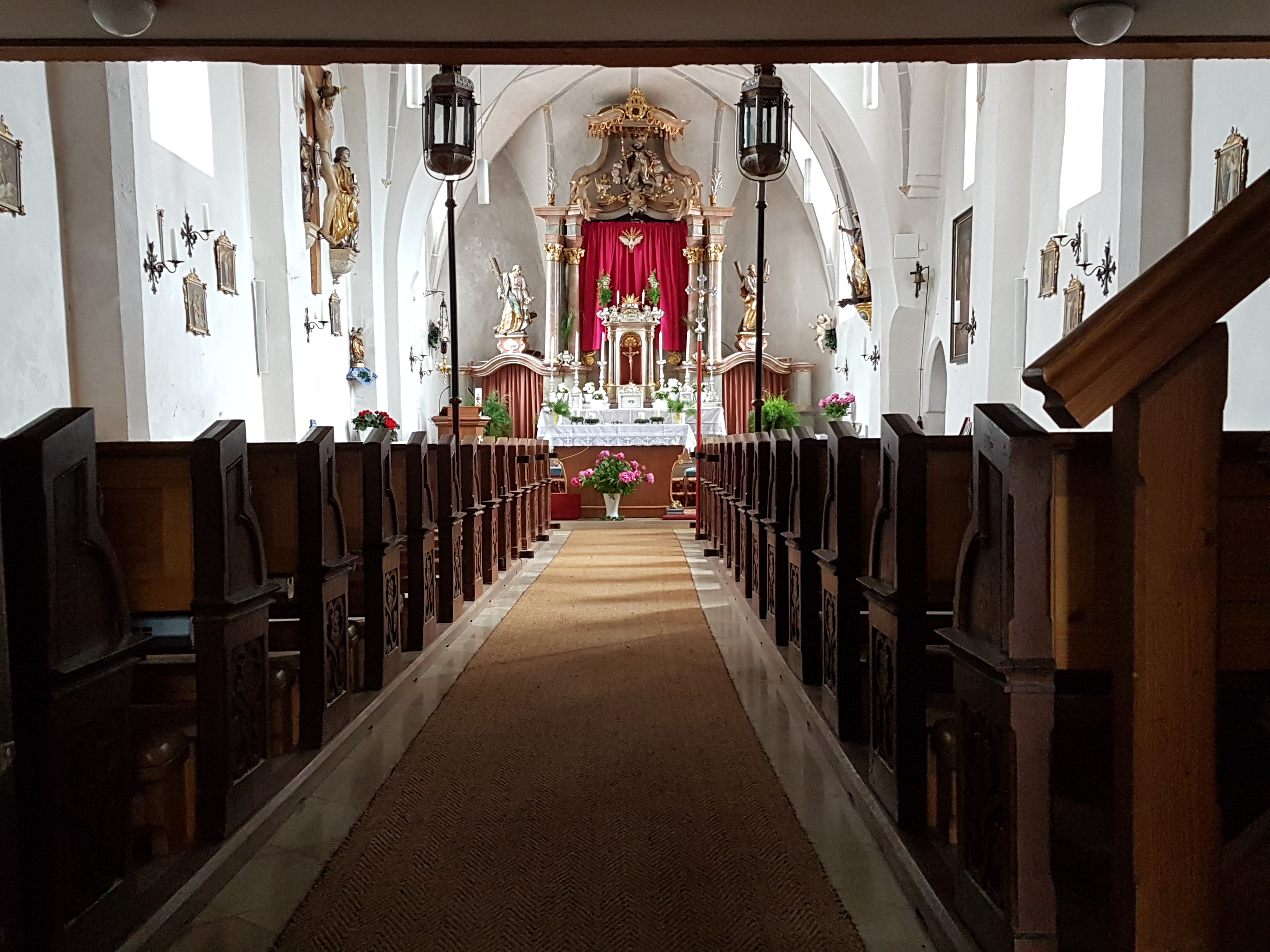
Innenraum

Die römisch-katholische Filialkirche St. Peter steht in Reischenhart, einem Gemeindeteil von Raubling im oberbayerischen Landkreis Rosenheim. Sie ist in der Liste der Baudenkmäler in Raubling als Baudenkmal unter der Nr. D-1-87-165-20 eingetragen. Die Kirche gehört zum Dekanat Rosenheim im Erzbistum München und Freising.

## Beschreibung
Die spätgotische Saalkirche wurde im 15. Jahrhundert erbaut und 1743 barock umgestaltet. Sie besteht aus dem Langhaus zu vier Jochen, in dem das Mauerwerk des romanischen Vorgängerbaus einbezogen wurde, dem eingezogenen, dreiseitig geschlossenen Chor im Osten, der um 1670 an die Südwand des Chors angebauten Sakristei und einem 1743 errichteten Vorbau vor der Fassade im Westen. Über dem Giebel der Fassade erhebt sich ein mit einem spitzen Helm bedeckter Dachreiter, der die Turmuhr und den Glockenstuhl enthält.
Der Hochaltar wurde 1775 aufgestellt. Die flankierenden Skulpturen stammen von einem älteren Hochaltar. Auf dem Altarretabel ist ein Marienbildnis dargestellt. Die Orgel mit sieben Registern, einem Manual und Pedal wurde 1987 von Anton Staller gebaut.